# Святая Русь

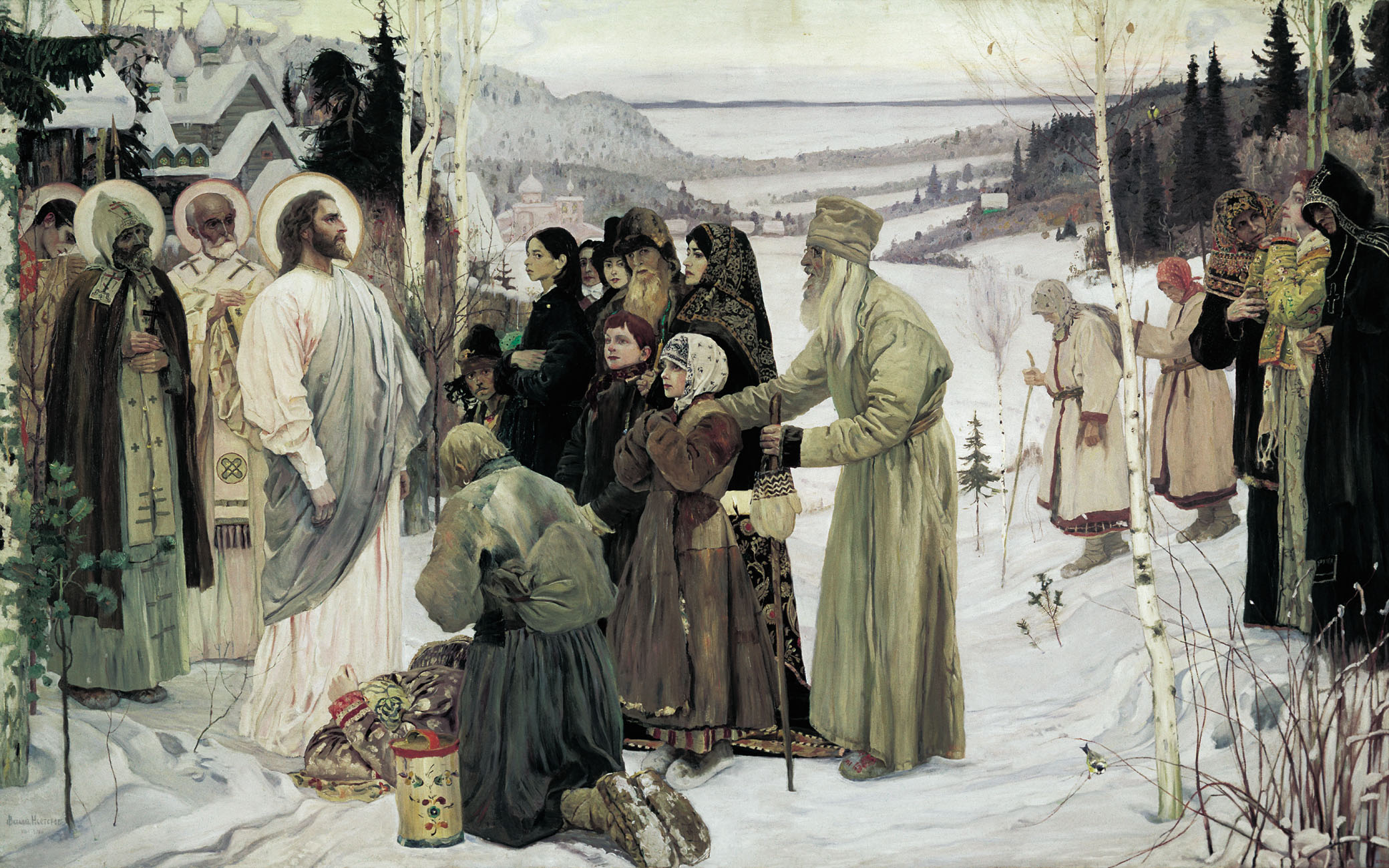
«Святая Русь». Картина Михаила Нестерова, 1901—1906

Свята́я Русь — в русских литературе, фольклоре, поэзии, просторечии и красноречии, русская земля, избранная Богом для спасения и просвещённая православной верой, и метафизическое пространство, союз православных христиан с центром в Небесном Иерусалиме. Среди иных пространств Святую Русь выделяет не география, не государственность и не этническая принадлежность, а православие.
Парафразами того же дискурса являются представления о «Руси — Новом Израиле», «Руси — третьем Риме», «Руси — православном царстве» и др. Выражение Святая Русь («святыя и великиа Росиа», «святорусская земля» и др.) известно с XVI века, но дискурс о святости Руси появился в русском обиходе раньше. С начала XVII века понятие Святой Руси присутствует в фольклорном сознании. В XVIII—XIX веках Святая Русь становится также одним из топосов русского фольклора. В народном мировоззрении земная, преходящая Русь преобразуется в Русь вечную и неизменную, Царство Христово, Небесный Иерусалим. Русский народ рассматривается как люди Святой Руси, то есть народ Божий. Позднее атрибут святости, относимый средневековым христианским сознанием к Церкви, переносится на страну и «нацию» (протонацию). Святая Русь известна и в украинском фольклоре.
По мнению филолога и культуролога С. С. Аверинцева, за терминами святая Русь и земля святорусская не стоит национальная идея. Святая Русь не имеет локальных признаков. Это почти космическая категория, вмещающая ветхозаветный Эдем, евангельскую Палестину и весь мир, находящийся под знаком истинной веры, в том числе рай. Согласно историку-слависту М. В. Дмитриеву, полных аналогов дискурсам о Святой Руси в западнохристианских культурах нет.
В начале XIX века понятие «Святая Русь» получило также патриотическое и политическое измерение. Понятие приобретает сугубо локальное значение: Россия. В начале XX века «Святая Русь» отразилась в русской церковной гимнографии.

## Историография
Первой научной работой, которая была специально посвящена теме Святой Руси, стала статья А. В. Соловьёва (1927), считавшего, что выражение «Святой Руси» впервые появляется в сочинениях Андрея Курбского. Соловьёвым были собраны сведения о литературных текстах, упоминающих «Святую Русь». В 1950-е годы Соловьёв написал на ту же тему небольшую заметку. М. Чернявский рассматривал представления, связанные со Святой Русью, в контексте реконструированного им дуального противопоставления «мифа царя» и «мифа народа», которое, по его мнению, стало структурой русской культуры в эпоху Ивана Грозного. Известна статья С. С. Аверинцева (1991). Ряд замечаний об этом понятии включает работа Г. П. Федотова, которому была неизвестна статья Соловьёва. Темы касаются статьи А. Кореневского, М. Ю. Савельевой, Ф. Кэмпфера, Р. Прайса. В. Лепахин посвятил «Святой Руси» ряд религиозно-культурологических статей. Концепция Святой Руси исследована в работах М. В. Дмитриева.

## История

### Формирование понятия
Представления о странах, находящихся под покровительством божественных сил широко распространены в мифологии и религии.

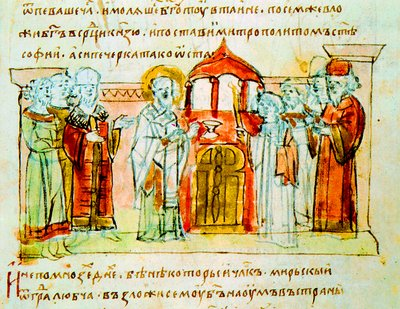
Настолование митрополита Илариона. Миниатюра из Радзивиловской летописи, XV век

В древнейшем известном оригинальном русском литературном произведении, «Слове о законе и благодати» середины XI века (будущего митрополита Илариона), новокрещённый русский народ именуется новым. Восприятие народа, принявшего крещение в «последние времена» (перед Страшным судом), как нового, наделённого особой благодатью, было свойственно христианской историософии. Новый народ получал преимущество перед древним — «ветхим», закон которого («Ветхий Завет») отошёл в древнюю историю, в предысторию нового христианского мира. Слово содержит апологию Русской земли, после Крещения влившейся в семью христианских народов. Через идею благодати, открытой для всех народов, утверждается мысль о достигнутом в результате Крещения равенстве новообращённой Руси с другими христианскими народами и странами, в первую очередь с Византией. В деле распространения веры князь Владимир сравнивается с апостолами и сближается с равноапостольным императором Константином Великим.
А. В. Соловьёв и М. В. Дмитриев предполагали родство между выражениями «светлая Русь» и «Святая Русь». Дмитриев считает, что это родство является не только фонетическим, но и этимологическим, смысловым, в рамках специфики византийских представлений о «божественном свете». Корни «свет» и «свят» часто заменяли друг друга.
Предшествующими выражению «Святая Русь» Соловьёв рассматривают фразу «Повести временных лет», передающую впечатления русских послов от посещения храма святой Софии в Константинополе, приписанные князю Владимиру и выраженные митрополитом Иларионом восторженные слова о приобщении Руси к христианству, восхваление «светло-светлой Земли Русской» в «Слове о погибели земли Русской», наличие удвоенного эпитета «светло-светлый» в ряде других древнерусских текстов, очень тесное сближение слов «светлый», «свет» и «святой» в «Повести о Флорентийском соборе», сравнение Александра Невского с «солнцем земли Русской». В «Слове иже на латыню», во фразе «в поднебесной сияя благочестием, богопросвещенная земля Русская веселится» эпитеты «святая» и «светлая» «почти сошлись». В «Слове о житии и преставлении Дмитрия Ивановича», составленном в середине XV века, сказано, что Дмитрий Донской «внук же бысть православнаго князя Ивана Даниловича, събирателя Руской Земли, корене святого и Богом насаженаго саду». Имеется сближение слов «святой», «сияющий» и «светлый» в «Плаче о пленении Московского государства», в котором выражается скорбь о падении «толикаго многонароднаго государьства, християнскою верою святою греческаго, от Бога даннаго закона исполненаго и, яко солнце на тверди небесней, сияющаго и светом илекътру подобящася».
В «Послании» епископа Симона около 1224 года имеется фраза «небесные граждане Русского мира».
Уже в XIV веке константинопольский патриарх Филофей (Коккин) в послании к Дмитрию Донскому назвал русских «святым народом»: «обитающий в тех краях святой Христов народ».
Тексты, которые после 1453 года говорят о богоизбранности Русской земли и её исключительном благочестии, предшествовали появлению самого концепта Святой Руси. Таких высказываний известно большое количество.

### В книжности и фольклоре
Выражение «святая Росиа» встречается во второй редакции «Послания к великому князю Василию, в нём же о исправлении крестного знамения и о содомском блуде», написанном около 1524 года монахом псковского Спасо-Елеазарова монастыря старцем Филофеем, которая дошла до нас в сборнике 1580-х годов имеется следующий титул князя:
…тебе пресветлейшему и высокопрестолнейшему государю великому князю светлосияющему в православии христианскому царю и владыце всех, броздодержателю же всея святыя и великиа Росиа.
В первой редакции этого сочинения, созданной в 1520-е годы, формула «святая Росиа» отсутствует.
В том же знаменитом послании о Третьем Риме старец Филофей обращался к Василию III писал, что после падения первого и второго Рим лишь в России церковь «в православной христианской вере во всей поднебесной паче солнца светится»; «И да ведает держава твоя, благочестивый царь, что все царства православной христианской веры сошлись в твое едино царство, и один ты во всей поднебесной святейший и благочестивый именуешься царь». Старец Филофей впервые обозначил важную мысль: Русь должна соответствовать своему высокому, святому именованию.
Максим Грек в 1552 году писал о «святейшей России».
Источники, в которых эксплицитно присутствует дискурс Святой Руси включают ряд литературно-публицистических памятников и фольклорных записей. Также имеется большое число вербальных текстов и иконографических памятников, говорящих о том же, но не употребляющих выражение «Святая Русь».
В сочинениях Андрея Курбского «Святая Русь» встречается девять раз (в основном в «Истории о Великом князе Московском»): шесть раз как «святорусская земля», два раза — как «святорусская империя» и один раз — как «святорусское царство».
А. В. Соловьёв считал, что выражение «Святорусская земля» не является изобретением Курбского, который, по мнению Соловьёва, использовал известное понятие из былин или обиходного языка. Соловьёв считал, что Курбским был изобретён только термин «святорусская империя», калька со Священной Римской империи. М. Чернявский рассматривал такое мнение как априорное и пытался обосновать точку зрения, что концепт Святой Руси возник в эпоху Курбского (или был создан последним) к контексте конфронтации «земли» и «государства», общества и царя, и стал выражением «мифа», противопоставлявшего «народ» самодержцу.

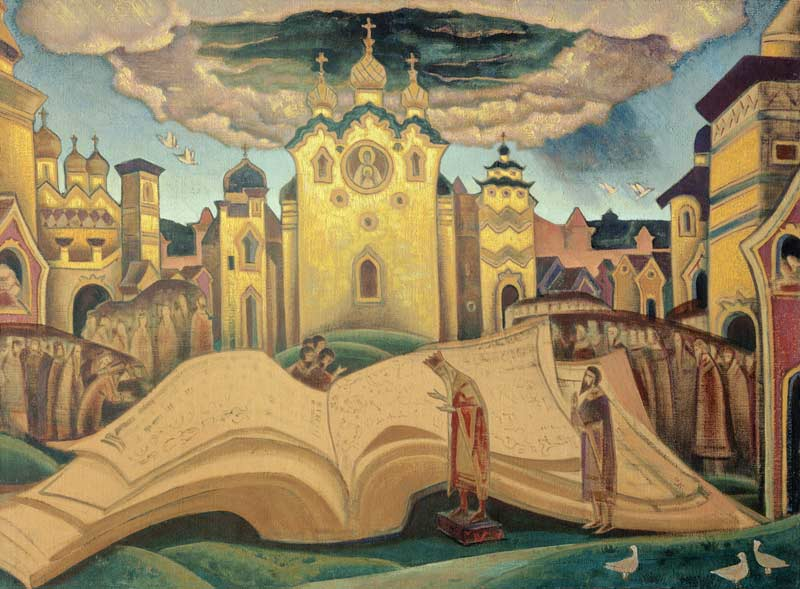
Николай Рерих. «Голубиная книга», 1922

Ряд текстов распространяет понятие «Святая Русь» на всю территорию, которую занимают православные христиане и которая находится под властью православного царя. Так, духовный «Стих о Голубиной книге», наиболее ранние сохранившиеся списки которого относятся к первой четверти XVII века, так описывает Святую Русь:
Почему же Свято-Русь земля всем землям мати?

На ней стоят церквы апостольския,

Богомольныя, преосвященныя;

Оны молятся Богу распятому,

Самому Христу, царю небесному:

Потому Свято-Русь-земля всем землям мати.
Из других фрагментов «Голубиной книги» следует, что «сыра земля» (она же «Святая Русь»), которая в океане стоит на рыбе-ките, имеет своим центром Иерусалим с Гробом Господним. Иордан, впадающий в Ильмень озеро («всем озёрам мать») и гора Фавор тоже расположены на Святой Руси. Святая Русь здесь представляет собой метафизическое пространство, союз православных христиан с Иерусалимом в центре. Не география, не государственность и не этническая принадлежность, а православие, выделяет Святую Русь среди иных пространств.
Девиз «Боже, храни Святую Русь!» встречался на знамёнах ополчения Минина и Пожарского.
Квазифольклорное употребление этого выражения известно в записях 1619 года англичанина Ричарда Джемса, участника английского посольства в Москве. Согласно Джемсу, приезду патриарха Филарета в Москву летом 1619 году была посвящена созданная, предположительно, духовенством песня, упоминающая «Святорускую землю»:
Зрадовалося царство Московское

и вся земля Святоруская

«И дай, господи, здоровъ был православной царь,

князь великий Михайло Федорович,

а ему здержати царьство Московское

и вся земля Святоруская!»
Механизм перехода концепта Святой Руси из литературной среды в фольклорную наблюдается также в «Повести об Азовском осадном сидении донских казаков», составленной начальником войсковой канцелярии (войсковым подьячим) донских казаков Ф. И. Порошиным в конце 1641 — начале 1642 годов. Казаки названы «людьми Божиими» и «светорусскими богатырями». В критический момент осады, не надеясь на спасение, они молятся перед иконой Иоанна Предтечи:
Почитаем мы ужъ себя за мертвой труп. З два дни, чаю, уже не будет в осаде сидения нашего. Топере мы, бедные, роставаемся с вашими иконы чудотворными и со всеми христианы православными: не бывать уж намъ на Святой Руси!
Соловьёв предполагал, что этот фрагмент был заимствован из былины о Добрыне Никитиче: «не бывать то нам на Святой Руси / Не видать то нам свету белого». Дмитриев считает, что последовательность могла быть обратной.
Дискурс Святой Руси был заимствован фольклором из литературных и окололитературных текстов XVII века. По меньшей мере к 1640-м годам концепт Святой Руси уже присутствовал в фольклорном сознании. Понятие «Святая Русь» появляется в былинах и духовных стихах.
В народных исторических песнях о Северной войне речь о Святой Руси заходит трижды. В «Сказании о трёх богатырех земли светоруские, о Илье Муромце, о Иване Потоке, о Олеше Поповиче», записанном не позднее 1738 года, постоянно упоминаются «святорусские богатыря». Позднее былина о Потоке и «святорусских богатырях» встречается в сборнике Кирши Данилова:
Во стольном городе во Киеве,

у ласкова князя Владимира

было пирование-почестной пир

на три братцы названыя,

святорусские могучие богатыри…
В том же сборнике Святая Русь упомянута в былине о Дюке Степановиче. В былине «Михайла Скопин» из того же сборника сказано: «А Скопин-князь Михайла Васильевич — он правитель царству Московскому, обережатель миру крещеному и всей нашей Земли Святорусския». Добрыня Никитич говорит о себе: «Я не ездил бы, Добрыня, по святой Руси…». О нём же говорится: «Быть какому ни есть добру молодцу, / Святорусскому могучему богатырю!».
Выражение «Святая Русь» и его производные встречаются в большом количестве фольклорных записей XIX—XX вв, в духовных стихах. Так, в былинах, записанных П. Н. Рыбниковым, «Святая Русь» как отдельное выражение встречается часто, не редко — «матушка Святая Русь». Часто встречаются также «богатыри святорусские».
Русские богатыри в былинах и защитники Руси в духовных стихах часто называются светорусскими, или святорусскими. Герои духовных стихов сражаются не просто за родную землю, а за светлорусскую, или святорусскую землю и за христианскую веру. Святая Русь в духовных стихах несёт в себе образы рая, Иерусалима, Палестины, Константинополя, других святых мест ветхозаветной и новозаветной истории и, наконец, святых мест собственной христианизированной земли, которые в свою очередь также являются образами упомянутых святых прототипов. Излюбленным топонимом Святой Руси в духовных стихах является Иерусалим.
Святая Русь известна также в украинском фольклоре. Польский собиратель Лукашевич в 1830-е годы записал украинскую песню, включающую послание невольника к матери и отцу из «бусурманского» плена, где герой тоскует по возвращению на Святую Русь: «Визволь, Боже, бидного невольника / На Свято-Руський берег, / На край веселий, меж народ хрещений».
В другой украинской песне читается:
У нас было, братцы, на Святой Руси,

На Святой Руси, на Тихом Дону,

На Тихом Дону на Иваныче,

Сходился тут хорош-пригож козачий круг,

Донское козачье со Яицкими,

Гребенские с Запорожскими.
«Святая Русь» русского и украинского фольклора — не историческая Русь, а некое метафизическое истинно христианское православное пространство, совпадающее в народном сознании с пространством Святой земли Палестины (или метафизической Палестины) и имеющее своим центром Иерусалим. Так, в былинах святой Егорий Храбрый рождается от царя Федора и царицы Софии в Иерусалиме — центре Святой Руси.

### В литературе и публицистике Нового времени
В начале XIX века понятие «Святая Русь» получило второе дыхание, что было связано как с патриотическим порывом времён наполеоновских войн, так и с публикацией древнерусских былин и духовных стихов. Понятие «Святая Русь» приобретает сугубо локальное значение: это именно Россия, что подчеркнуто противопоставлением святой Руси и иных территорий. Песня «За Царя, за Русь Святую!» была гимном московского ополчения 1812 года. Начиная с Н. М. Карамзина «Святая Русь» понималась как наиболее возвышенное именование Отечества.
Святая Русь упоминается Александром Пушкиным в трагедии «Борис Годунов» 1825 года в монологе сына Курбского и историческом романе «Арап Петра Великого» 1827 года одним из приверженцев допетровской старины. Таким образом, Святая Русь ограничивается в своих пределах: это допетровская, московская Русь, отграниченная от всего чужого, что априори несёт смятение и разруху.
В конце 1830 — начале 1840-х годов термин «Святая Русь» связывается с негативным отношением к тем, кто вынесен за пределы этого понятия. Николай Языков (1803—1847) в памфлете «К ненашим» 1844 года клеймит «западников». Святая Русь здесь — это Россия и всё, что скрепляет существование державы — власть, самодержавие. В манифесте императора Николая I, изданном в 1848 году по поводу революции во Франции, говорилось: «По заветному примеру Православных Наших предков, призвав в помощь Бога Всемогущего, Мы готовы встретить врагов Наших, где бы они ни предстали, и не щадя Себя будем в неразрывном союзе с Святою Нашею Русью защищать честь имени Русского и неприкосновенность пределов Наших». Стихотворение Петра Вяземского «Святая Русь» 1848 года содержит строки: «Как в эти дни годины гневной / Ты мне мила, Святая Русь!» и призыв: «И пред людьми, и перед Богом, / Святая Русь, святою будь!». Святая Русь, верная престолу, истории, языку и своим традициям, не подверженная западным веяниям, воспринималась как незыблемый спасительный утёс в бушующем море европейских революций. Вяземский рассматривает идею Святой Руси как ответственность за сохранение веры: «Не в славу, не в почёт, народные скрижали, / Родную нашу Русь святой именовали. / А в назиданье нам, в ответственность, в завет. / Чтоб сберегали мы первоначальных лет / Страх Божий, и любовь, и чистый пламень веры».
К идее Святой Руси в XIX и XX веках активно обращались славянофилы, почвенники и галицкие русофилы. Константин Аксаков считал, что Россия — единственный и монопольный носитель православия в прошлом, настоящем и будущем. В книге «Об основных началах русской истории» он писал: «По заслугам дался и истинный, дался и ложный путь веры — первый Руси, второй Западу». Богоизбранность выступает как национально-этническая прерогатива, поэтому сакральные черты обнаруживаются в самом быту русского народа. В своей работе «О русской истории» Аксаков писал, что русские — «народ христианский не только по исповеданию, но и по жизни своей». Религиозный аспект святости дополняется некой сакральностью: русская история имеет значение всемирной исповеди, она «может читаться как жития святых» (из заметок Аксакова). Значение этнической святости в использовании этого термина постепенно стало доминировать.
Василий Жуковский писал:

В выражении Святая Русь — отзывается вся наша особенная история; это имя Россия ведёт от Крещатика; но своё глубокое значение оно приобрело со времён раздробления на уделы, … когда при великом княжестве было множество малых, от него зависимых, и когда это всё соединялось в одно, не в Россию, а в Русь, то есть не в государство, а в семейство, где у всех были одна отчизна, одна вера, один язык, одинакия воспоминания и предания; вот отчего и в самых кровавых междоусобиях, когда ещё не было России, когда удельные князья беспрестанно дрались между собою за её области, для всех была одна, живая, нераздельная Святая Русь.

В советское время выражение «Святая Русь» по идеологическим причинам было изъято из общественной дискуссии. Выражение «Святая Русь» имело распространение в публицистике русской послереволюционной эмиграции и вернулось в современную российскую публицистику.

### В Русской церкви
В начале XX века «Святая Русь» отразилась в церковной гимнографии. Протоиерей Илия Гумилевский в службе священномученику патриарху Гермогену написал следующие слова: «Богу нашему тобою слава, тебе же, священномучениче Ермогене, довлеет радоватися во свете лица Его и непрестанно молитися, да не погибнет Русь святая». Служба была опубликована осенью 1916 года.
Словосочетание «Русь Святая» было использовано и в официальном документе Православной российской церкви, в январе 1918 года Поместный собор Православной российской церкви издал Воззвание к православному народу по поводу Декрета народных комиссаров о свободе совести, в котором изложено следующее:
От века неслыханное творится у нас на Руси Святой. Люди, ставшие у власти и назвавшие себя народными комиссарами, сами чуждые христианской, а некоторые из них и всякой веры, издали декрет (закон), названный «о свободе совести», а на самом деле устанавливающий полное насилие над совестью верующих. ...

Даже татары больше уважали нашу святую веру, чем наши теперешние законодатели. Доселе Русь была Святою, а теперь хотят сделать ее поганою. ...
Объединяйтесь же, православные, около своих храмов и пастырей, объединяйтесь все, и мужчины и женщины, и старые и малые, составляйте союзы для защиты наших заветных святынь. Эти святыни — ваше достояние. ...
Лучше кровь свою пролить и удостоиться венца мученического, чем допустить веру православную врагам на поругание.

Мужайся же Русь Святая! Иди на свою Голгофу! С тобою Крест Святой, оружие непобедимое.
В конце августа 1918 году иеромонахом Афанасием (Сахаровым) и профессором Петроградского университета Б. А. Тураевым в службе всем русским святым была внесена ставшая знаменитой стихира: «Русь святая, храни веру Православную!».
Схиархимандрит Лаврентий Черниговский советовал своим духовным чадам помнить, что «Украина, Россия, Беларусь — вместе мы Святая Русь!», выражая таким образом идею триединства древней Русской земли (см. Триединый русский народ).
По мнению митрополита Илариона (Капрала),

Будучи сынами и дщерями Русской Православной Церкви, мы все являемся гражданами Святой Руси. Когда мы говорим о Святой Руси, мы имеем в виду не Российскую Федерацию или какое-либо другое гражданское общество на земле, а тот стиль жизни, который передали нам сквозь века такие великие святые Русской земли, как равноапостольные князья Владимир и Ольга, преподобные Сергий Радонежский, Иов Почаевский, Серафим Саровский и наиболее близкие к нам миллионы новомучеников и исповедников XX века. Эти святые — наши предки, и мы должны просить их научить нас смело исповедовать веру, даже если за это нам будут грозить гонения. Нет ничего особенного в том, чтобы просто называть себя «русскими»: чтобы действительно быть русскими, надо, прежде всего, стать православными и, притом, церковными, какими были наши предки, создавшие Святую Русь!
Богослов митрополит Иоанн (Снычёв) полагал, что Святую Русь нельзя понимать географически, поскольку это место, «где совершается таинство домостроительства человеческого спасения». Святая Русь — это место, где ходит Богородица и Георгий Победоносец.
В постсоветский период Русская православная церковь активно использует понятие Святая Русь в борьбе за единое каноническое пространство. В частности, патриарх Московский и всея Руси Кирилл в связи с концепцией русского мира не раз говорил, что «Россия, Украина и Беларусь — это и есть Святая Русь!».
Понятие Святой Руси получило новое звучание в связи с дискуссией между Московским и Константинопольским патриархатами по вопросу канонических прав на территорию Украины. Константинопольский патриархат исходит из того, что Украина является его канонической территорией, поэтому он имеет полное право предоставить Украинской церкви независимость. Москва, отрицая это право, заявляет, что Украина — каноническая территория РПЦ. В качестве аргумента в свою пользу московский патриархат использовал концепцию Святой Руси.
В связи с планами Константинопольского патриарха Варфоломея предоставить автокефалию Украинской православной церкви Киевского патриархата, московский патриарх Кирилл сослался на понятие Святая Русь:

Духовное единство святой Руси разорвать невозможно. А если когда-нибудь это произойдет, то неизвестно, что произойдет вообще с православной церковью, потому что духовное единство святой Руси есть нечто, что удерживает многих от поклонения злу.

Константинопольский патриарх Варфоломей, со своей стороны, указал на неправомочность притязаний Москвы на каноническое верховенство на территории Украины, начиная середины XVII века:

Томос, который провозглашает Москву патриархатом, не относит регион сегодняшней Киевской митрополии к юрисдикции Москвы… Неканоничные вмешательства в дела Киева, к которым время от времени прибегала Москва, и терпимость со стороны Вселенского патриархата в предыдущие годы не оправдывают ни одно церковное нарушение.

## Применение
Выражение «Святая Русь» использовалось и используется как название или заглавие.
Тексты
- «Святая Русь» — стихотворение Вяземского.
- «Святая Русь» — сборники стихов С. С. Бехтеева.
- «Святая Русь» — роман Д. М. Балашова.
- «Святая Русь, или Сведения о всех святых и подвижниках благочестия на Руси (до XVIII в.)» — книга архимандрита Леонида (Кавелина).
- «Святая Русь. Большая Энциклопедия Русского Народа» и «Святая Русь (Энциклопедический словарь русской цивилизации)» — издания О. А. Платонова.
- «Святая Русь. История русской нации» — книга С. А. Галанова.

Периодические издания
- «Святая Русь» — газета белого движения (редактор — Нил Мальков).
- «Святая Русь» — русский эмигрантский журнал для юношества (редактор — Н. В. Колесников).

Картины
- «Святая Русь» — программная картина Михаила Нестерова.
- «Святая Русь» — трилогия художника С. А. Кириллова.

Фильмы
- «Наша святая Русь» — киноновелла в фильме «Дети играют русских» («Les enfants jouent à la Russie») Ж. Л. Годара.

Транспорт
- «Святая Русь» («Родина») — речное судно типа «Родина».
- «Святая Русь» — тепловой аэростат, на котором совершалась первая российская экспедиция к Северному полюсу на воздушном шаре.

Организации
- За Русь святую — существовавшая в России политическая партия.
- «Фонд Новая Святая Русь» — одно из названий Богородичного центра.
- Союз «Святая Русь» — крымская общественная организация.
- «Народное движение Святая Русь» — партийный проект.

Мероприятия
- «Святая Русь» — выставка русских икон.
- Всероссийский православный фестиваль искусств «Святая Русь».

## Комментарии
1. ↑  «Есть у певца слово, которое удовлетворяет признакам понятия Церкви по его внутреннему звучанию, не имея ничего церковного по форме и по происхождению. Это слово Русь, „святая Русь“. Национальное имя народа сливается для певца с пределами христианского мира и, следовательно, с пределами Церкви»[14].
2. ↑  Речь идёт о присоединении Киевской митрополии к Московскому патриархату в 1686 году, когда Константинопольский патриархат передал Киевскую митрополию в управление Русской церкви. Современная Константинопольская церковь считает, что Москва получила не «право собственности» на территории нынешних Украины, Белоруссии, Литвы и Польши, а лишь некоторые полномочия по управлению церковной жизнью. Позже, согласно нынешней позиции Константинопольской церкви, условия этой передачи были нарушены Москвой, и переданные под управление территории были «аннексированы» Русской церковью.